# Naturbahnrodel-Europameisterschaft 1970
Die 1. FIL Naturbahnrodel-Europameisterschaft fand vom 24. bis 25. Januar 1970 in Kapfenberg in Österreich statt. Die Austragung dieser ersten Europameisterschaft wurde beim FIL-Kongress im Juni 1969 beschlossen und der Rodelverein Kapfenberg mit ihrer Durchführung betraut. Neun Nationen hatten ihre Teilnahme zugesichert (Bundesrepublik Deutschland, Deutsche Demokratische Republik, Italien, Jugoslawien, Kanada, Österreich, Spanien, Tschechoslowakei und die USA), doch tatsächlich teilgenommen hatten schließlich nur fünf Nationen (Bundesrepublik Deutschland, Deutsche Demokratische Republik, Italien, Jugoslawien und Österreich). Für DDR-Sportler, die zuvor ausschließlich auf Kunstbahn aktiv waren, war es die einzige Teilnahme an Naturbahnrodel-Europameisterschaften. Das Gastgeberland Österreich gewann alle drei Wettbewerbe und sieben von neun Medaillen, zwei Medaillen gingen an Italien.

## Technische Daten der Naturrodelbahn
| Start                  | 0720 m ü. A. |
| Ziel                   | 0506 m ü. A. |
| Höhendifferenz         | 0214 m       |
| Durchschnittl. Gefälle | 0015 %       |
| Länge                  | 1400 m       |

## Einsitzer Herren
| Platz | Name                   | Zeit        |
| ----- | ---------------------- | ----------- |
| 01    | Ernst Stangl           | 4:35,99 min |
| 02    | Anton Obernosterer     | + 0,10 s    |
| 03    | Gottfried Lexer        | + 2,59 s    |
| 04    | Erich Graber           | ?           |
| 05    | Karl Flacher           | ?           |
| 06    | Josef Hilgarter        | ?           |
| 07    | Ferdinand Steiner      | ?           |
| 08    | Albert Gufler          | ?           |
| 09    | Johann Graber          | ?           |
| 10    | Richard Huter          | ?           |
| 11    | Josef Schafferer       | ?           |
| 12    | Robert Jud             | ?           |
| 13    | Ernst Kofler           | ?           |
| 14    | Alfred Pabst           | ?           |
| 15    | Franz Pitter           | ?           |
| 16    | Heinrich Feichter      | ?           |
| 17    | Albert Glanzl          | ?           |
| 18    | Arthur Mair            | ?           |
| 19    | Julij Ulčar            | ?           |
| 20    | Anton Ostler           | ?           |
| 21    | Peter Resman           | ?           |
| 22    | Josef Spindler         | ?           |
| 23    | Leo Atzwanger          | ?           |
| 24    | Maks Klinar            | ?           |
| 25    | Josef Spreng           | ?           |
| 26    | Franz Kurz             | ?           |
| 27    | Josef Paris            | ?           |
| 28    | Franz Buchwieser       | ?           |
| 29    | Josef Wiedl            | ?           |
| 30    | Franz Pikon            | ?           |
| 31    | Klaus Deschner         | ?           |
| 32    | Klaus Spindler         | ?           |
| --    | Ludwig Nöhmeier senior | DNF         |
| --    | Lenz Ganter            | DNF         |
| --    | Heinz Gdanitz          | DNF         |
| --    | Michael Stadler        | DNF         |
| --    | Franz Sparber          | DNF         |
| --    | Hans Sparber           | DNF         |
| --    | Helmut Kleinhofer      | DNF         |
| --    | Erwin Eichelberger     | DNF         |

Erster Europameister im Einsitzer der Herren wurde der Österreicher Ernst Stangl, der im letzten Lauf seinen Teamkollegen Anton Obernosterer um nur eine Zehntelsekunde auf Platz zwei verwies. Die Bronzemedaille gewann Gottfried Lexer, ebenfalls aus Österreich.

## Einsitzer Damen
| Platz | Name                  | Zeit        |
| ----- | --------------------- | ----------- |
| 01    | Hannelore Plattner    | 5:13,11 min |
| 02    | Klara Niedertscheider | + 1,12 s    |
| 03    | Maria Dibiasi         | + 7,01 s    |
| 04    | Helga Rauter          | ?           |
| 05    | Annemarie Ebner       | ?           |
| 06    | Adelheid Vcelouch     | ?           |
| 07    | Eva-Maria Wernicke    | ?           |
| 08    | Gretl Sparber         | ?           |
| 09    | Barbara Müller        | ?           |
| 10    | Josefine Berger       | ?           |
| --    | Johanna Huttary       | DNF         |

Erste Europameisterin im Einsitzer der Damen wurde Hannelore Plattner aus Österreich. Sie gewann mit 1,12 Sekunden Vorsprung auf ihre Teamkollegin Klara Niedertscheider. Bereits 7 Sekunden Rückstand hatte die drittplatzierte Italienerin Maria Dibiasi.

## Doppelsitzer
| Platz | Name                                  | Zeit        |
| ----- | ------------------------------------- | ----------- |
| 01    | Anton Obernosterer – Josef Lexer      | 3:22,78 min |
| 02    | Hans Graber – Erich Graber            | + 2,32 s    |
| 03    | Josef Hilgarter – Gerhard Sandhofer   | + 2,44 s    |
| 04    | Karl Flacher – Helmut Kleinhofer      | ?           |
| 05    | Richard Huter – Albert Gufler         | ?           |
| 06    | Robert Jud – Josef Paris              | ?           |
| 07    | Leo Atzwanger – Arthur Mair           | ?           |
| 08    | Ferdinand Steiner – Wolfgang Schmeißl | ?           |
| 09    | Ernst Stangl – Heinrich Kloucek       | ?           |
| 10    | Julij Ulčar – Maks Klinar             | ?           |
| 11    | Franz Pikon – Peter Resman            | ?           |
| --    | Hans Sparber – Franz Sparber          | DNF         |
| --    | Anton Ostler – Franz Buchwieser       | DNF         |

Wie in den Einsitzerbewerben ging auch der Sieg im Doppelsitzer an Österreich. Anton Obernosterer und Josef Lexer, die im Einsitzerbewerb Silber und Bronze gewannen, wurden Europameister im Doppelsitzer. Die Silbermedaille gewann das italienische Doppel Hans Graber und Erich Graber. Bronze ging an die Österreicher Josef Hilgarter und Gerhard Sandhofer.

## Medaillenspiegel
| Platz | Land       | Gold | Silber | Bronze | Gesamt |
| ----- | ---------- | ---- | ------ | ------ | ------ |
| 1.    | Österreich | 3    | 2      | 2      | 7      |
| 2.    | Italien    | —    | 1      | 1      | 2      |